# کنار آمدن با بنت فادی
کنار آمدن با بِنِت فرادی یا گتینگ اور ایت ویت بِنِت فادی (انگلیسی: Getting Over It with Bennett foddy) یک بازی سکو برای اندروید است که توسط بِنِت فادی طراحی شده‌است. این بازی در ۶ اکتبر سال ۲۰۱۷ منتشر شد که در آن بیش از ۲٫۷ میلیون بازیکن بازی می‌کردند. بعداً نسخه استیم بازی توسط فادی در ۶ دسامبر ۲۰۱۷ منتشر شد، همچنین در همان روز این بازی در آی‌اواس نیز منتشر شد، نسخه اندروید در تاریخ ۲۵ آوریل ۲۰۱۸ منتشر شد، نسخه لینوکس برای آزمایش بتا در اوت ۲۰۱۸ در دسترس بود و در همان سال اکران پایدار دریافت کرد.